# Парк, Джесс
Джессика Парк (англ. Jessica Park; род. 21 октября 2001, Англия) — английская профессиональная футболистка, играющая на позиции вингера или атакующего полузащитника в женском клубе Суперлиги «Манчестер Сити» и национальной сборной Англии. В составе «Сити» она дважды выигрывала Кубок лиги и один раз — Кубок Англии.

## Клубная карьера

### Манчестер Сити
Парк дебютировала в составе «Манчестер Сити» 6 декабря 2017 года, выйдя на замену в матче против «Донкастер Беллес» (3:2) в Кубке Женской Суперлиги 2017-18. 5 декабря 2018 года она забила свой первый гол за клуб в матче против «Шеффилд Юнайтед» (6:0), а затем еще один гол против «Астон Виллы» 13 декабря (4:0), что помогло «Сити» выиграть Кубок Лиги 2018-19.
В возрасте 17 лет Парк дебютировала в Лиге чемпионов УЕФА 25 сентября 2019 года против «Лугано» (4:0) в рамках 1/16 финала сезона 2019-20.
16 февраля 2020 года она забила один из трех хет-триков в матче против «Ипсвич Таун». 4 апреля Парк подписала свой первый профессиональный контракт с «Манчестер Сити», по которому она оставалась в клубе до 2023 года. 1 ноября она вышла на замену в финале Кубка Англии 2020 года на 70-й минуте, отдав голевую передачу в дополнительное время, что привело к победе «горожанок» со счетом 3:1.
13 октября 2021 года в Кубке Лиги 2021-22 Парк забила гол в матче против «Эвертона», завершившемся победой Сити со счетом 5:1, за которым последовал первый гол в полуфинале против «Тоттенхэм Хотспур» со счетом 3:0, а также отдала две голевые передачи, что помогло «Сити» выиграть турнир в том сезоне. По итогам турнира Парк получила награду «Восходящая звезда» «Манчестер Сити» за сезон 2021-22.
14 июня 2022 года Парк подписала трехлетнее продление контракта с «Манчестер Сити» до 2026 года, забив 9 голов в 57 матчах за клуб. После подписания она заявила: «Это мой клуб, и это то, где я хочу быть».
В сентябре 2023 года Джесс была номинирована на награду «Восходящая звезда» премии North West Football Awards. Парк была описана The Guardian как «неожиданное открытие» «Сити», а Goal.com как «живой провод как во владении мячом, так и без него».

### Эвертон (аренда)
15 июля 2022 года было объявлено, что она проведет сезон 2022-23 в аренде в Эвертоне. В Кубке Лиги 2022-23 Парк забила гол против «Шеффилд Юнайтед» 26 ноября 2022 года (3:0), и против «Манчестер Юнайтед» 7 декабря 2022 года (2:4).
12 мая 2023 года Парк вернулась в «Манчестер Сити» после травмы плеча, полученной во время тренировки. В Эвертоне она сыграла 22 матча, забила пять голов и отдала пять результативных передач.

## Международная карьера

### Молодёжная сборная
Парк представляла Англию на уровне до 17, до 19 и до 23 лет.
5 октября 2017 года Парк была вызвана в сборную Англии до 17 лет для квалификации чемпионата U-17 2018 года. Парк забила шесть голов в квалификационных этапах. В мае 2018 года на финальном турнире Джесс забила гол в ворота сборной Польши (2:2). 21 мая она забила первый гол в матче плей-офф чемпионата мира среди команд до 17 лет 2018 года, в котором сборная Финляндии проиграла со счетом 2:1, а команда до 17 лет заняла четвертое место на чемпионате 2018 года.
В октябре 2018 года в квалификации чемпионата мира среди команд до 19 лет 2019 года Парк забила последний гол за сборную Англии до 19 лет, выйдя на замену на 82-й минуте против Мальты в матче, который завершился победой со счетом 9:0, а затем забила еще четыре гола в матче против Хорватии (8:0). В феврале 2019 года Парк была включена в состав сборной до 19 лет на турнире в Ла-Манге. Она также была включена в состав сборной до 19 лет на отборочном этапе элитного раунда в апреле 2019 года, но впоследствии снялась из-за травмы. Парк продолжила играть в матчах группового этапа чемпионата U-19 2019 года против Испании и Бельгии, где команда не смогла выйти в плей-офф.
В октябре 2019 года в квалификации чемпионата U-19 2020 года Парк сделала хет-трик против сборной Кипра, а затем забила последний гол против Беларуси, выйдя на замену в победном матче со счетом 3:0. Впоследствии турнир был отменен из-за пандемии COVID-19 в Европе.

### Основная сборная
27 сентября 2022 года Парк получила свой первый вызов на взрослую сборную для товарищеских матчей против США и Чехии. Она получила свой второй вызов 4 ноября того же года, чтобы заменить Фрэн Керби.
Парк дебютировала во взрослой сборной, выйдя на замену на 89-й минуте во время товарищеского матча против Японии 11 ноября 2022 года. Спустя чуть больше минуты она забила свой первый международный гол. 18 ноября 2022 года был объявлен её номер наследия в Англии — 225.
Парк была включена в резервный список игроков, названных в состав на женский чемпионат мира по футболу FIFA 2023 в июле 2023 года, где она тренировалась вместе с основным составом. Позже Парк снялась из-за травмы и была заменена Люси Стэнифорт.
В сентябре 2023 года Парк была в составе на матчи Лиги Наций 2023-24, заменив травмированную Бетани Ингланд.

## Статистика выступлений

### Клубы
| Клубы            | Сезоны           | Лига              | Лига  | Лига | Кубок | Кубок | Кубок лиги | Кубок лиги | Еврокубки | Еврокубки | Всего | Всего |
| ---------------- | ---------------- | ----------------- | ----- | ---- | ----- | ----- | ---------- | ---------- | --------- | --------- | ----- | ----- |
| Клубы            | Сезоны           | Дивизион          | Матчи | Голы | Матчи | Голы  | Матчи      | Голы       | Матчи     | Голы      | Матчи | Голы  |
| Манчестер Сити   | 2017-18          | Женская суперлига | 0     | 0    | 0     | 0     | 1          | 0          | 0         | 0         | 1     | 0     |
| Манчестер Сити   | 2018-19          | Женская суперлига | 2     | 0    | 0     | 0     | 3          | 1          | 0         | 0         | 5     | 1     |
| Манчестер Сити   | 2019-20          | Женская суперлига | 2     | 0    | 4     | 3     | 3          | 0          | 1         | 0         | 10    | 3     |
| Манчестер Сити   | 2020-21          | Женская суперлига | 9     | 0    | 0     | 0     | 4          | 2          | 2         | 0         | 15    | 2     |
| Манчестер Сити   | 2021-22          | Женская суперлига | 13    | 0    | 3     | 0     | 6          | 2          | 1         | 0         | 23    | 2     |
| Манчестер Сити   | 2023-24          | Женская суперлига | 18    | 4    | 3     | 0     | 6          | 2          | —         | —         | 27    | 6     |
| Манчестер Сити   | Всего            | Всего             | 44    | 4    | 10    | 3     | 23         | 7          | 4         | 0         | 81    | 14    |
| Эвертон          | 2022-23          | Женская суперлига | 17    | 3    | 1     | 0     | 4          | 2          | —         | —         | 22    | 5     |
| Всего за карьеру | Всего за карьеру | Всего за карьеру  | 59    | 7    | 11    | 3     | 27         | 9          | 4         | 0         | 103   | 19    |

### Сборная
| Сборная | Год   | Матчи | Голы |
| ------- | ----- | ----- | ---- |
| Англия  | 2022  | 1     | 1    |
| Англия  | 2023  | 4     | 0    |
| Англия  | 2024  | 8     | 0    |
| Англия  | 2025  | 2     | 1    |
| Общее   | Общее | 15    | 2    |

## Достижения

### Манчестер Сити
- Кубок Англии по футболу среди женщин: 2019-20[41]

- Кубок лиги по футболу среди женщин: 2018-19, 2021-22

### Сборная Англии
- Женская Финалиссима: 2023[42]
- Кубок Арнольда Кларка: 2023[43]
- Чемпионат Европы: 2025

### Личные
- Игрок символической сборной Чемпионата Европы по футболу среди девушек до 17 лет: 2018[44]
- «Восходящая звезда» Манчестер Сити: 2021-22[12]
- Футболистка месяца Женской суперлиги Футбольной ассоциации[45]